# Reuma
A reuma (görög: rheuma = folyás, áramlás) gyűjtőfogalom, amelyet a köznyelvben a mozgásszervek különféle, elsősorban fájdalommal és gyulladással járó betegségeire használnak. 
Az orvostudományban a kifejezést önálló diagnózisként már nem alkalmazzák; helyette pontosabb betegségnévvel írják le a reumatológia körébe tartozó kórképeket.
A reumatológiai betegségek több csoportba sorolhatók:
- Autoimmun gyulladásos ízületi betegségek – pl. rheumatoid arthritis, spondylarthritis ankylopoetica (SPA, Bechterew-kór), SLE.
- Degeneratív kórképek – pl. arthrosis, az ízületek kopásos elváltozásai.
- Anyagcsere-eredetű betegségek – pl. köszvény, amely a húgysav-anyagcsere zavara miatt alakul ki.
- Fájdalomszindrómák – pl. fibromyalgia, amely tartós, szétszórt fájdalommal és fáradtsággal jár.

## Tünetek
A reumatológiai betegségek tünetei változatosak, de leggyakrabban az ízületi fájdalom, a duzzanat, a mozgásbeszűkülés, a reggeli ízületi merevség és a fáradékonyság jellemzi őket. 
Jellemző lehet a tünetek hullámzó lefolyása is: fellángolások és nyugalmi időszakok váltják egymást. Bizonyos kórképek szervi érintettséget is okozhatnak, pl. szív-, tüdő- vagy vesekárosodást.

## Kezelés
A kezelés célja a gyulladás csökkentése, a fájdalom mérséklése, az életminőség javítása és a szövődmények megelőzése. A terápiás lehetőségek közé tartoznak:
- Gyógyszeres kezelés: nem-szteroid gyulladáscsökkentők (NSAID), kortikoszteroidok, bázisterápiás gyógyszerek (pl. metotrexát), valamint biológiai készítmények.[4]
- Fizioterápia és gyógytorna: segít az ízületek mozgásképességének fenntartásában.
- Életmód: egészséges testsúly, kiegyensúlyozott táplálkozás, rendszeres mozgás és a dohányzás kerülése.
- Sebészeti megoldások: súlyos ízületi károsodás esetén protézis-beültetésre is sor kerülhet.